# Lumigny Safari Reserve
Lumigny Safari Reserve, anciennement Parc des Félins et Terre de singes, est un parc zoologique français situé dans la commune de Lumigny-Nesles-Ormeaux en Seine-et-Marne.
Le parc, d'une superficie cumulée de 92 hectares, est le territoire de plus de six cents animaux appartenant à près de quatre-vingt-dix espèces et sous-espèces différentes. Lumigny Safari Reserve héberge en outre la plus importante diversité de félins sur un même site géographique au monde. Le concept est le même depuis la fondation du parc : présenter des animaux sauvages sur de vastes territoires naturels pensés pour leur bien-être. L'établissement est aussi le lieu de vie de plus de cent cinquante primates et deux cents oiseaux.
Le parc ouvre au public le 14 octobre 2006, la plupart des animaux proviennent alors du parc des Félins d'Auneau, situé à Auneau-Bleury-Saint-Symphorien.

## Historique

### Le parc des Félins d'Auneau

Plan du Parc des Félins d'Auneau, 2004.

Le parc des Félins d'Auneau est créé le 1er septembre 1998 à Auneau en Eure-et-Loir, sur la thématique des félins, avec le même concept que le Parc zoologique de Lisieux (Cerza) : créer un espace proche des conditions de vie dans la nature afin de faire se reproduire certains félins méconnus du grand public et menacés, en privilégiant leur bien-être. Le parc des Félins est intimement lié au Cerza, car il est créé par les mêmes fondateurs, Patrick et Thierry Jardin. Le domaine du château d'Auneau, d'une superficie de huit hectares, est choisi pour accueillir les félins.

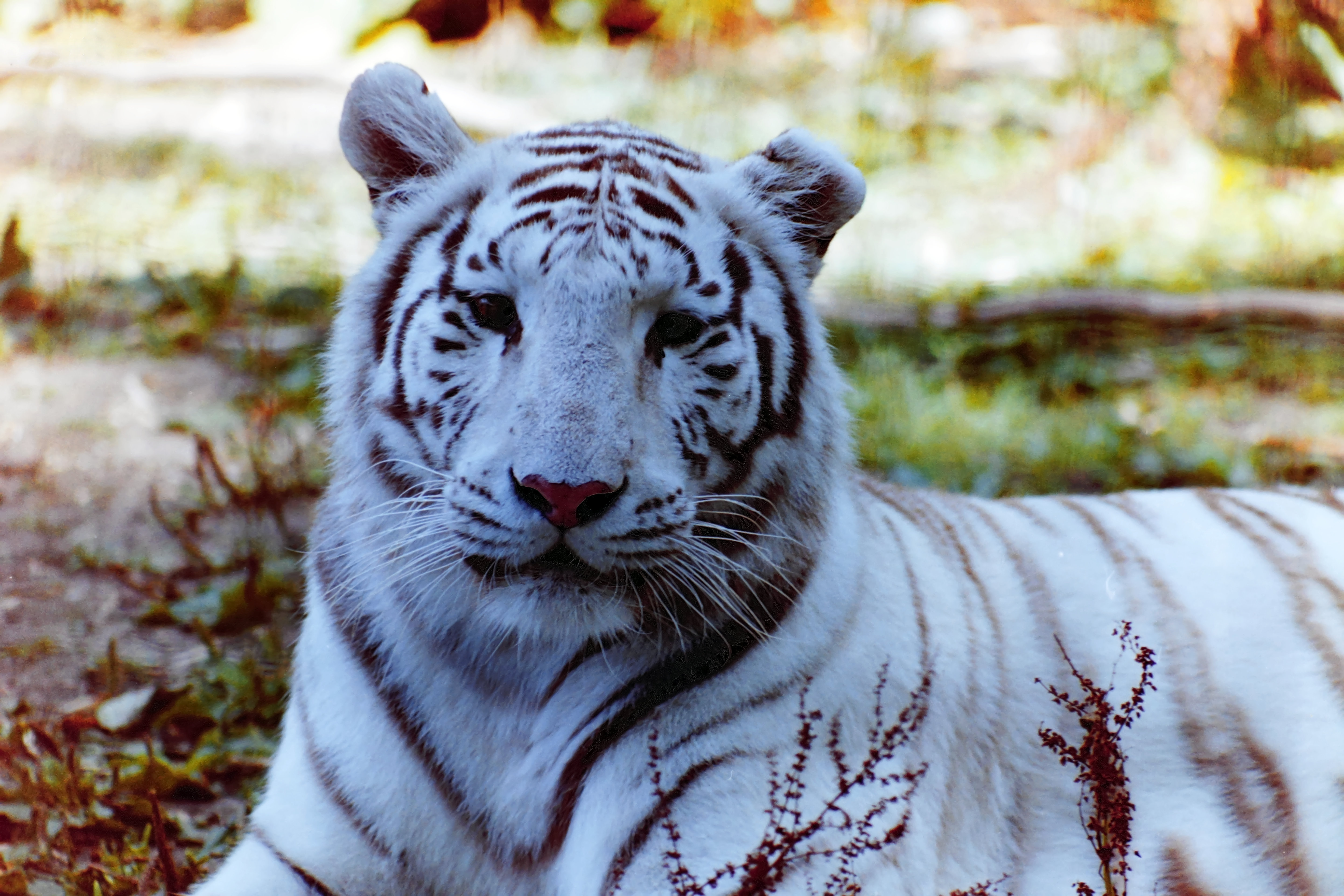
Tigre blanc photographié au parc des Félins d’Auneau en août 2002.

La conception du parc est, dès sa création, d'offrir un espace consacré aux animaux plutôt qu'aux visiteurs. Dans de vastes enclos, les félins ne sont pas mis en scène et peuvent se cacher des visiteurs. Le parc diminue également son impact sur son domaine forestier en évitant tout désherbage et tonte excessifs.
En 2000, le parc sert de lieu de tournage au C'est pas sorcier consacré aux félins.

### Déménagement à Nesles

Plan du parc des Félins, 2010.

En 2004, le directeur du parc Patrick Jardin recherche quarante hectares supplémentaires pour permettre l'évolution de l'espace zoologique. De nouvelles espèces doivent arriver alors que certaines, comme le guépard sont déjà sous contraception, faute de place pour accueillir les jeunes. Toutefois, malgré le soutien de la ville d'Auneau et du conseil général d'Eure-et-Loir, le parc s'installe en deux ans au domaine de La Fortelle à Lumigny-Nesles-Ormeaux en Seine-et-Marne et ouvre ses portes au public le 14 octobre 2006.
- 2007 : le parc accueille un chat sauvage de Gordon, un couple de chats léopards du Bengale, deux chats des sables, une tigresse de Sibérie, un nouveau couple de margay, deux oncilles et deux chats rubigineux[10].
- 2008 : des aménagements sont créés dans plusieurs enclos et de nouveau panneaux d'information sont mis en place[10].
- 2009 : le parc accueille des tigres de Malaisie. Un nouveau groupe d'animaux arrive, ce sont les lémuriens. Création du circuit concernant l'impact de l'homme sur la nature[10].
- 2010 : en janvier, le parc est victime d'un vol, une femelle ocelot de deux mois est dérobée[11],[12]. Dans le cadre de l'amélioration de l'accueil et de l'information des visiteurs, la toile de tente d’information se trouvant au point central du parc est remplacée par une nouvelle salle consacrée à la conservation et aux problèmes que rencontrent les félins, mais aussi les autres animaux et les humains sur la terre. Ce lieu est situé près de l’entrée. Création une association de sauvegarde SOS Félins & Co parrainée par le parc. Mise en place du système uniformisé sur la communication des espèces menacées au sein des parcs zoologiques européens dans le cadre d'un programme de l'EAZA[10].
- 2011 : le parc accueille une sous-espèce du chat de Temminck, le chat doré de la péninsule indo-malaise et une nouvelle espèce, le lynx du Canada. Au cours de l'année, l'installation des chats des Sables est refaite[10].
- 2012 : les tigres blancs sont déplacés dans un enclos de trois hectares situé à proximité du circuit Africain. Leur ancien enclos abrite des lions d'Asie depuis le mois d'avril. De plus, une nouvelle attraction, ouverture prévue en mai, sera un cinéma dynamique 4D avec pour thème les tigres d'Inde. Enfin, un nouveau couple de tigres de Sumatra arrive au parc en juin dans le cadre du programme de reproduction[10].
- 2013 : le circuit Mission nature est remplacé par le Trans'félins. Le parcours se fait par train sur rail[10].
- 2015 : un nouveau point de vue sur l'enclos des tigres blancs est fait et un point d'observation est créé sur un enclos qui accueille les proies des tigres : Gaurs et antilopes cervicapres[10].
- 2016 : le 15 septembre, ouverture d'un nouveau parc : « Terre de Singes »[13]
- 2018 : la mini-ferme est déplacée en face de l'entrée du cinéma 4D. L'enclos des proies des tigres est remplacé par un enclos pour les lions d'Afrique de l'Est et le parc accueille des lions de l'Atlas dans l'ancien enclos des lions d'Afrique de l'Est. Une nouvelle passerelle est créée pour mieux observer les tigres blancs, mais aussi les lions d'Afrique de l'Est[10].
- 2019 : les deux parcs prennent officiellement le nom de « parcs zoologiques de Lumigny ».
- 2021 : le pôle Terre de singes ouvre un nouveau circuit thématique « l'Archipel des singes » permettant l'observation d'une dizaine de nouvelles espèces de primates, dont un parcours immersif au milieu des saïmiris[14]

### Le parc des Félins devient Lumigny Safari Reserve
En 2024, le parc des Félins change de nom pour devenir Lumigny Safari Reserve.

## Description
Le principe du parc est le bien-être des animaux et leur reproduction ; les enclos sont étudiés pour respecter les conditions environnementales de chaque animal. Chaque enclos a un cartel avec le descriptif de l'espèce, le nom des animaux, le descriptif de l'enclos et les dangers dans leur milieu naturel. Le parc est organisé en cinq parcours dont 4 zones biogéographiques : l’Afrique, l’Amérique, l’Asie et l’Europe. Le parc Terre de Singes devient un circuit à part entière dédié aux primates et aux oiseaux de la famille des perroquets. Le parcours Terre de Singes emmène ainsi les visiteurs à la découverte de singes tels que les macaques de Barbarie, saïmiris, capucins, gibbons mais également de nombreux petits singes tels que tamarins, ouistitis ou encore sakis. Une grande volière permet aux visiteurs de se promener au milieu de multiples espèces de perroquets et de perruches.

### Accès

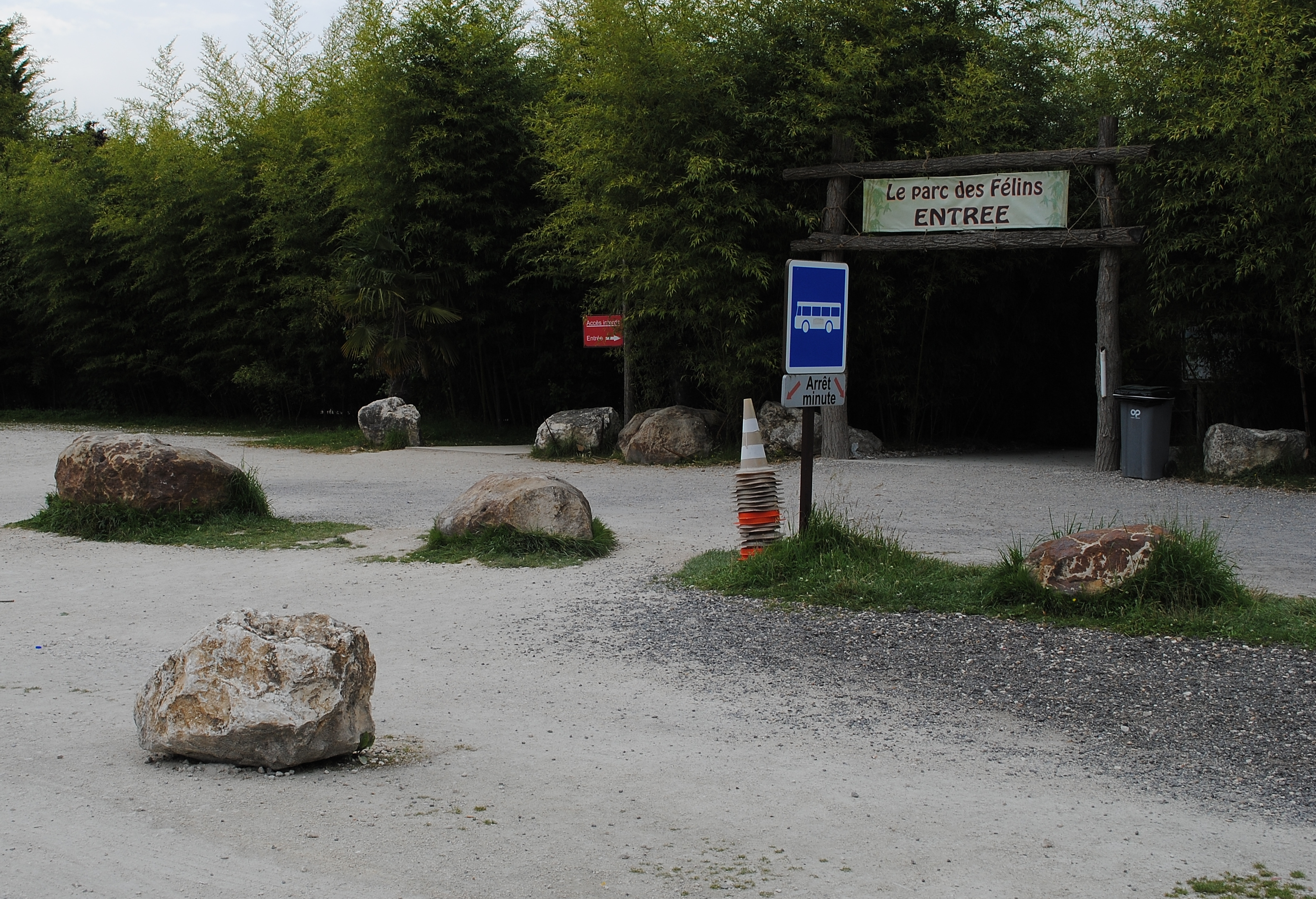
L'entrée du Parc des Félins.

Le parc est proche de la route nationale 4 près de Rozay-en-Brie. Distant de Paris de 60 km à l'Est. À 20 km au sud de Disneyland Paris et à 30 km au nord-est de Melun.
Un arrêt de bus est créé en juin 2009. Celui-ci est sur la ligne Seine-et-Marne Express no 01 qui relie les villes de Melun à Coulommiers.

### La direction
Le parc est présidé par Hugo Jardin, et dirigé par Jonathan Patin, directeur général de l'entreprise. Le Parc dispose également d'un vétérinaire Dr Catinaud.

### Restauration
À l’entrée du parc se trouve le restaurant le Kilimandjaro dont les murs intérieurs ont été peints aux couleurs de l’Afrique avec un décor inspiré du Massaï Mara.
Trois points de vente à emporter nommés La cas'kroute situé en face du restaurant, Le cat's bar situé dans le bâtiment d'accueil et l'Oasis au départ des trois circuits. L'Oasis a été développée et agrandie en 2022 permettant au visiteur de déjeuner sur une terrasse panoramique face au territoire des lions blancs

### La visite

#### Le circuit Europe et Outre-Mer
Le circuit européen commence après l'enclos des guépards. Il y existe trois enclos dans le sous-bois. Ils sont occupés par des chats sylvestres (Felis silvestris silvestris) et des lynx d'Europe du Nord (Lynx lynx lynx). Le troisième rappelle la présence de félins hors France métropolitaine avec le plus vaste territoire à jaguars d'Europe, occupé par un couple de jaguars mélaniques (Panthera onca)

#### Le circuit africain

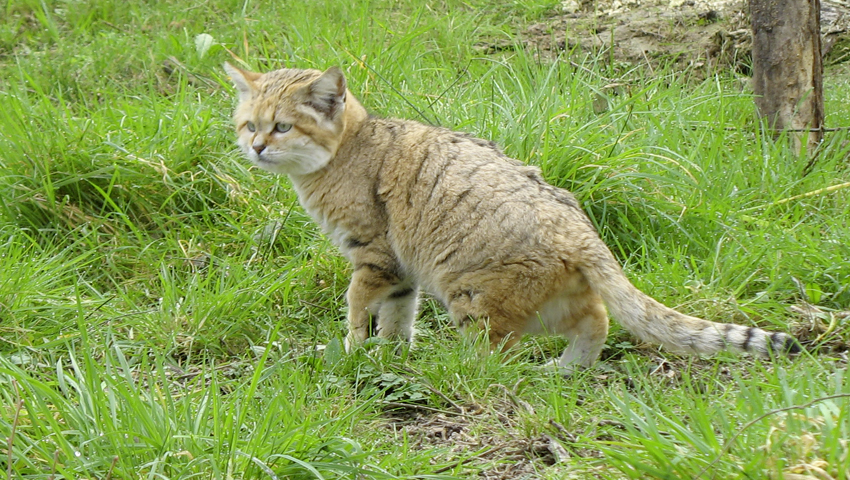
Chat des sables.

La visite commence par les guépards (Acinonyx jubatus) qui sont dans un enclos de 3 hectares leur permettant d'exprimer leur vitesse de course, un observatoire a été créé en 2011 et permet de visionner la plaine à 360°. La visite longe l'enclos des lions d'Afrique de l'Ouest (Panthera leo bleyenberghi). S'y trouvent différents points d'information sur la vie des félins.
L'enclos suivant est occupé par des servals (Leptailurus serval). Depuis l'ouverture du parc en 2006, un autre enclos est occupé alternativement par des jaguarondis et des margays selon les naissances. De part et d'autre du chemin jusqu'aux lions se trouvent des chats sauvages de Gordon (Felis silvestris gordoni), puis des chats des sables (Felis margarita) et des panthères de Perse (Panthera pardus saxicolor) et enfin des caracals (Caracal caracal).
La visite se termine avec les enclos de reproduction des guépards (Acinonyx jubatus) et l'accès à l'observatoire élevé pour voir les fauves. Fin mars 2010, le parc accueille un nouveau guépard femelle dans l'espoir d'une reproduction avec l'un des mâles. En effet, des deux femelles que possède déjà le parc, l'une est trop jeune et l'autre trop agressive et imprégnée par l'homme. Le guépard était la seule espèce que le Parc des Félins n'a pas réussi à faire reproduire. Depuis 2012, un guépard femelle est née. Une extension du parc en 2012 permet un accès à la seconde partie du circuit asiatique.
L'enclos des guépard permet aussi de voir celui des lions blancs (Panthera leo krugeri) ensuite reprenant le chemin en sens inverse, nous voyons sur la gauche des panthères noires (Panthera pardus) et sur la droite des lions d'Afrique de l'Est (Panthera leo) accompagné de lions de l'Atlas (Panthera leo leo) avant d'aller sur un autre point de vue pour apercevoir les lions d'Afrique de l'Ouest (Panthera leo bleyenberghi).
En 2018, l'ancien enclos des proies des tigres accueille le groupe des lions d'Afrique de l'Est (Panthera leo). Depuis la plateforme d'observations des tigres blanc, une passerelle a été mis en service afin d'avoir un nouveau point de vue des tigres blancs mais aussi des lions.

#### Le circuit américain

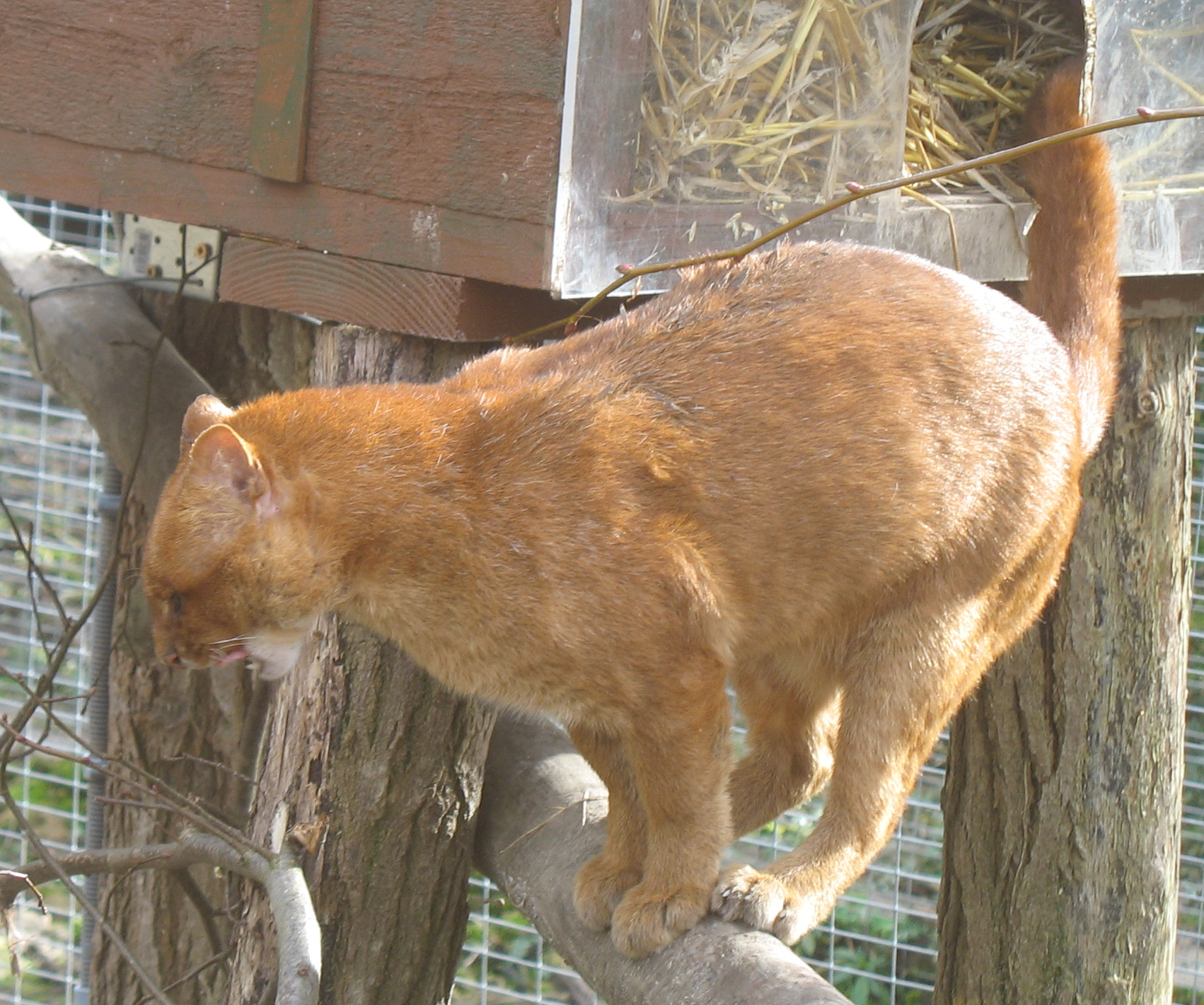
Jaguarondi.

Le circuit américain commence à la fin de l'enclos des lions d'Afrique de l'Ouest. Les premiers enclos sont ceux des margays (Leopardus wiedi) puis des ocelots (Leopardus pardalis) à côté se trouve l'enclos des nouveaux pensionnaires de 2011, les lynx du Canada (Lynx canadensis) en lieu et place du jaguar (Panthera onca).
La visite continue par les enclos des margays (Leopardus wiedi), chats de Geoffroy (Oncifelis geoffroyi) et du chat tigre (Leopardus tigrinus). Le circuit continue par l'enclos des Pumas (Puma concolor), et on arrive à une impasse pour admirer les jaguarondis (Herpailurus yaguarondi) qui sont très rares dans les zoos européens.
La visite se termine par les enclos des bobcats (Lynx rufus) et celui des jaguars.

#### Le circuit asiatique

##### Première partie

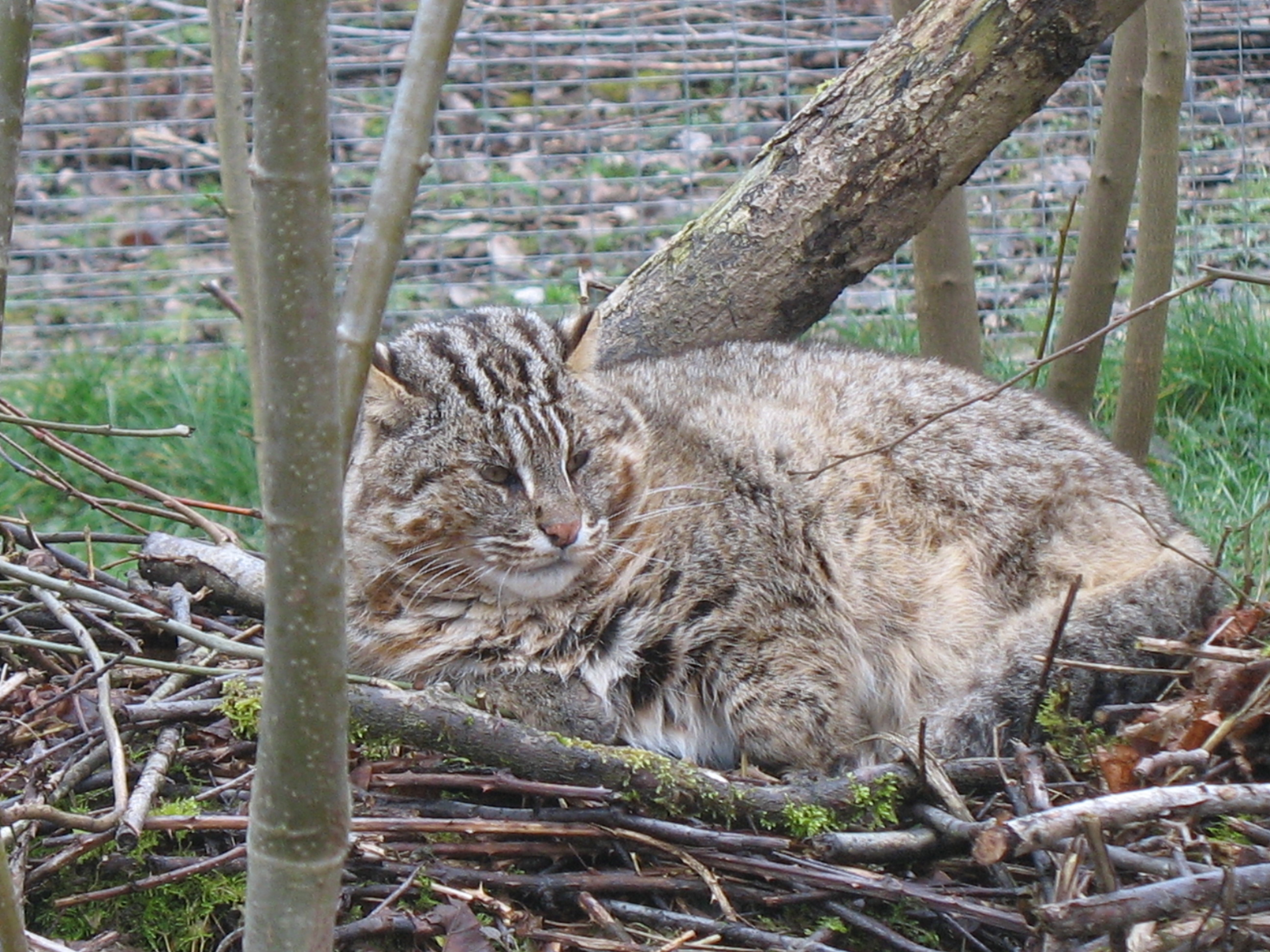
Chat léopard de Sibérie.

Les premiers félins sont les tigres de Sumatra (Panthera tigris sumatrae) et les chats rubigineux (Prionailurus rubiginosus).
Le parc permet d'accueillir des félins rares comme les panthères du Sri Lanka (Panthera pardus kotiya), les chats de Temminck (Pardofelis Catopuma temmincki), les chats doré de la péninsule indo-malaise, (Pardofelis temminckii temminckii) les chats léopards du Bengale (Prionailurus bengalensis bengalensis), les chats des marais (Felis chaus), les chats pêcheurs (Prionailurus viverrinus).
La visite continue par les parcs des lions asiatique (Panthera leo persica), des tigres de Sibérie (Panthera tigris altaica), des tigres de Malaisie (Panthera tigris jacksoni), des panthères de l’Amour (Panthera pardus orientalis) et des lynx de Sibérie (Lynx lynx wrangeli). Un observatoire au niveau des tigres de Malaisie permet d'observer les trois espèces de tigres. La visite se termine avec les chats de Pallas (Otocolobus manul), les panthères nébuleuses (Neofelis nebulosa), les panthères des neiges (Uncia uncia) et les chats léopards de Sibérie (Prionailurus bengalensis euptilura).

##### Seconde partie
Cette seconde partie, créée en 2012, se situe après l'enclos de reproduction des guépards, elle permet d’accueillir sur la droite un deuxième enclos pour le tigres de Sumatra (Panthera tigris sumatrae) puis on arrive à la seconde gare du trans'félins. Enfin une plateforme permet de voir sur trois hectares conquis sur des terres agricoles les tigres blancs (Panthera tigris). Un enclos nommée les proies des tigres et abritant des gaurs (Bos frontalis ), des antilopes cervicapres (Antilope cervicapra) et des cerfs axis (Axis axis) fût présent entre 2015 et 2017. Son accès se situant à gauche de la plate-forme.

### Le circuit malgache

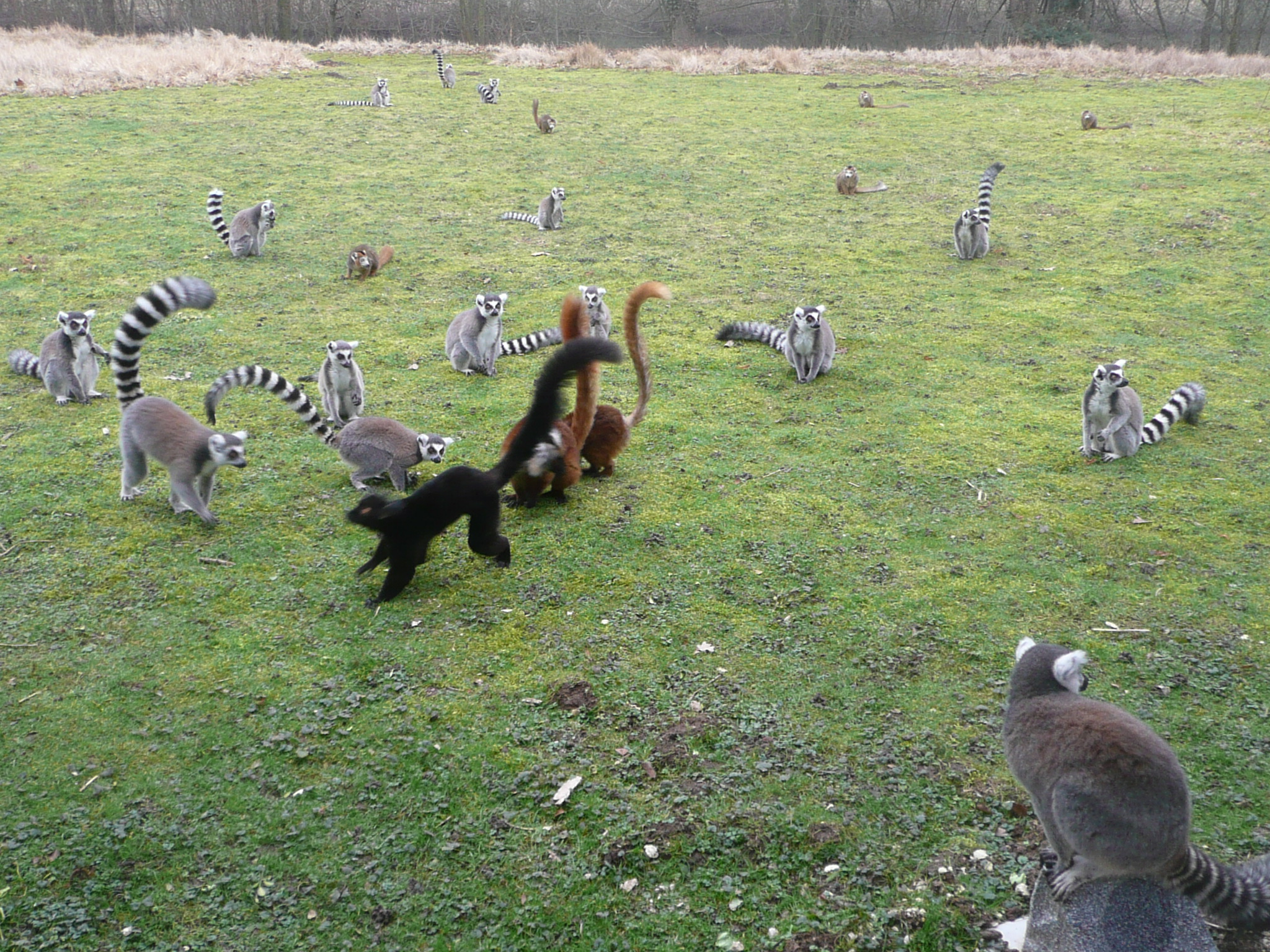
Lémuriens au Parc des Félins

Cet espace a été créé en 2009. Sur deux îles les lémuriens se déplacent librement dans le milieu naturel des îles et les représentants de cette espèce sont des lémurs noirs (Eulemur macaco), des lémurs couronnés (Eulemur coronatus), des lémurs vari roux (Varecia rubra) des lémurs à ventre roux (Eulemur rubriventer), des lémur mongos (Eulemur mongoz) et enfin les plus nombreux sur les îles les lémurs catta (Lemur catta).
Les lémurs vari noir et blanc (Varecia variegata) ne sont plus présents au parc.

#### La Ferme de Babette
De l'ouverture du parc à 2017, la mini-ferme se situe face aux enclos du circuit européen. En 2018, elle fût déplacé pour se situer face à l'entrée du cinéma 4D.

### Trans'félins
Le Trans'félins permet aux visiteurs de découvrir les plus vastes enclos du parc sous un autre angle que lors de la visite à pieds. Les visiteurs peuvent ainsi embarquer à bord d'un vrai petit train touristique pour observer les territoires des lions ou des guépards et augmenter la probabilité d'observer certains pensionnaires du parc. Doté de deux points d'embarquement, l'attraction permet également de relier les deux points les plus éloignés du parc sans marcher.
Au cours de la seconde partie du parcours, des mini scénographies abordent pour les visiteurs les grandes problématiques rencontrées par la biodiversité.

### Film 4D
Depuis 2012, une nouvelle attraction ouvre derrière le restaurant. Il s'agit de la diffusion du film 4D « TIGRRR » sur le thème de la vie d'un jeune tigre du Bengale. Cette attraction est composée d'une boutique, puis d'une salle d'attente et enfin de la salle de cinéma. Il dure 8 minutes.

## Conservation des espèces
Le Parc des Félins fait partie des programmes de sauvegarde des félins dans le monde car avant tout ce parc est fait pour les programmes d'élevage européens (programme européen pour les espèces menacées, ESB) et internationaux.

### Reproduction
Malgré les conditions optimales, la mortalité infantile reste non négligeable pour certaines espèces élevées dans le parc.
| 2007 | - 3 panthères du Sri Lanka - 3 lynx roux - 2 servals - 6 lions d'Afrique de l'Ouest |
| 2008 | - 2 chats des marais - 5 tigres blanc - 1 Lynx boréal - 1 ocelot - 2 jaguarondis - 1 Chat de Temminck - 1 serval |
| 2009 | - 1 margay - 2 lions d'Afrique de l'Ouest - 2 chats rubigineux - 1 Chat de Temminck - 1 chat des marais - 3 Lynx boréal - 1 jaguar - 2 chats de Geoffroy - 3 servals - 2 chats des sables - 1 ocelot - 2 jaguarondis                                                                       |
| 2010 | - 4 lémurs catta - 1 lémur noir - 1 panthère des neiges - 2 tigres de Sibérie - 3 panthères de l’Amour - 4 tigres blanc - 1 panthère noire - 2 chats des marais - 3 chats rubigineux - 2 chats léopards de Sibérie - 1 Chat de Temminck - 2 jaguarondis - 1 margay - 3 servals - 2 jaguars |
| 2011 | - 10 lémurs catta - 3 chats sylvestres - 1 margay - 4 chats sauvages de Gordon - 2 servals - 2 chats rubigineux - 3 panthères du Sri Lanka |
| 2012 | - 1 Chat de Temminck - 3 panthères de Perse - 1 guépard - 1 margay - 2 servals - 1 lynx boréal - 2 chat léopard du Bengale - 2 jaguars |
| 2013 | - 1 Chat de Temminck - 1 jaguarondi - 7 lémurs catta - 1 lémur noir |
| 2014 | - 2 panthères nébuleuse - 2 manuls - 2 tigres de Sibérie - 3 lynx de Sibérie - 2 servals - 3 chats des sables - 3 chats sylvestres - 3 chats des marais |
| 2015 | - 1 manul - 3 lynx du canada - 2 lions de kruger - 3 chats de gordon - 1 chat de Geoffroy - 3 tigres de sibérie - 1 lion d'angola |
| 2016 | - 3 lion d'angola - 4 lémurs catta - 1 lémur couronné - 1 lémur noir - 3 chat sylvestres (Felis silvestris silvestris) - 1 cerf axis - 1 gaur - 1 antilope cervicapre |

### Programme sur le terrain
Le Parc des Félins apporte une aide financière à de nombreuses associations de protection in situ comme les guépards du Sahara, les tigres de Sumatra ou de Sibérie. Des programmes de recherche sur les mœurs et l'enrichissement du milieu des félins en captivité ont également lieu au sein du parc.
Avec l'association « SOS Félins & Co », le Parc des Félins a aidé à récolter 30 000 € de dons pour sauver des félins dans la nature. L'argent obtenu au travers de parrainage d'animaux du parc ou de collecte a été reversé à diverses associations : TIGRIS, l'International Snow Leopard Trust, la 21st Century Tigers ou FERUS.
| Association                                                                  | But de l'association | Argent reversé |
| ---------------------------------------------------------------------------- | --- | -------------- |
| TIGRIS                                                                       | Sauvegarde et la recherche des panthères de l'Amour                                                                                       | 4 000 €        |
| International Snow Leopard Trust                                             | Sauvegarde de la panthère des neiges dans les cinq pays où elle est présente                                                              | 10 000 €       |
| 21st Century Tigers                                                          | Sauvegarde et recherche sur le tigre | —              |
| Proyecto Gatos del Montes                                                    | Suivi de la population, de la protection et des habitudes alimentaires du chat de Geoffroy                                                | 750 €          |
| Black footed cat working group                                               | Recherche sur le chat à pieds noirs | —              |
| Malaysia Carnivore Project                                                   | Recherche sur l'écologie des carnivores de la péninsule Malaise                                                                           | —              |
| The Wilderness & Wildlife Conservation Trust (WWCT)                          | Préserver et créer des régions sauvages au Sri Lanka                                                                                      | —              |
| POH KAO, des tigres et des hommes                                            | Sensibilisation des populations locales sur le statut du tigre et développement d'une activité économique afin de combattre le braconnage | —              |
| FERUS - Ours-loup-lynx conservation                                          | Conservation du loup, de l'ours et du lynx en France                                                                                      | —              |
| Cheetah Conservation Fund                                                    | Protection du guépard en Namibie | 1 000 €        |
| Projet Primates                                                              | Aide au Centre de conservation des Chimpanzés en Guinée                                                                                   | —              |
| Association européenne pour l'étude et la conservation des lémuriens (AEECL) | Protection et étude des lémuriens à Madagascar                                                                                            | —              |

### Réintroduction
En 2015, le parc a réintroduit un léopard de Perse, espèce considérée en danger d'extinction par l'Union internationale pour la conservation de la nature, dans le Caucase russe. Ce mâle, Simbad, né au parc en 2013, a d'abord été transféré dans le centre de réhabilitation du parc national de Sotchi, avant d'être relâché dans la nature,.

## Fréquentation

### Visiteurs
| Année       | Visiteurs (en milliers) |
| ----------- | ----------------------- |
| 2006 - 2007 | 236                     |
| 2008        | 235                     |
| 2009        | 248.5                   |
| 2010        | 255.3                   |
| 2011        | 280.8                   |
| 2012        | 252.0                   |
| 2013        | 305.0                   |
| 2014        | 295.0                   |
| 2015        | 310.0                   |
| 2016        | 310.0                   |

Le parc ouvre le 14 octobre 2006 après adaptation des animaux dans leur nouveau milieu. Les dirigeants du parc avaient estimé à 200 000 visiteurs annuel pendant cinq ans avant de passer à 250 000. La popularité du parc montre qu'il y a plus de visiteurs annuels que prévu et permet de faire partie des 20 parcs zoologiques français les plus fréquentés.
La clientèle principale est française, majoritairement francilienne; mais celle de l'étranger se développe depuis quelques années.

### Impacts sur le tourisme local
Bien qu'attirant de nombreux visiteurs, le Parc des Félins ne représente pas un point fort pour l'hôtellerie et la restauration locales, les bénéfices des établissements implantés dans la région n'ayant pas augmenté à la suite de son ouverture.

### Vidéos
Le parc produit des vidéos qui font partie du programme d'éducation à la sauvegarde des animaux ; 2 sont disponibles.
- Le premier est composé de trois films :
  - De Auneau à Nesles : le déménagement du parc ;
  - Une Journée au Parc des Félins ;
  - Sur les traces du guépard du Bénin.
- Le deuxième DVD est composé de trois films et d'un cahier pédagogique multimédia :
  - Apprendre avec les félins ;
  - Sauvons les félins ;
  - Comme des petits chats.